# Bukowa Góra (Dąbrowa Górnicza)
Bukowa Góra – wzniesienie o wysokości 366 m n.p.m. położone na południe od Podbuczyn – przysiółka Ujejsca, dzielnicy miasta Dąbrowa Górnicza.

## Flora i fauna
Wzgórze porośnięte jest naturalnym drzewostanem bukowym z domieszką zarośli i ciepłolubnych muraw. Na Bukowej Górze występują jedyne w Polsce stanowiska wilczomlecza pstrego (Euroforbia epithymoides) i wyblinu jednolistnego (Malaxis monophyllos). Ponadto są tu siedliska ponad 20 gatunków chronionych roślin i 18 gatunków rzadko występujących. Na skraju lasu, od strony Podbuczyn, rosną dwa pomnikowe buki.

### Niektóre rośliny chronione

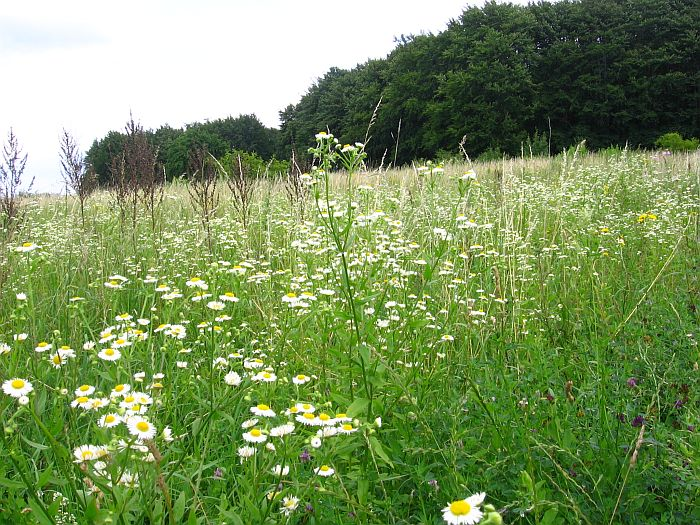
Bukowa Góra – łąka

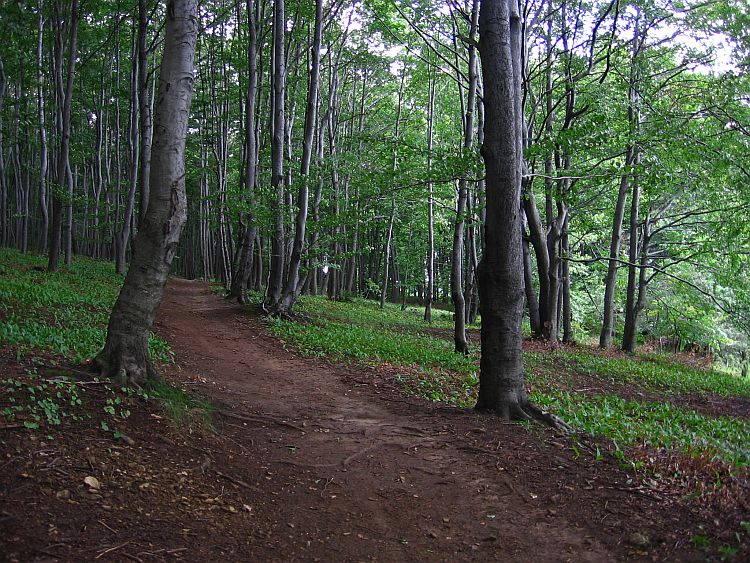
Las na Bukowej Górze

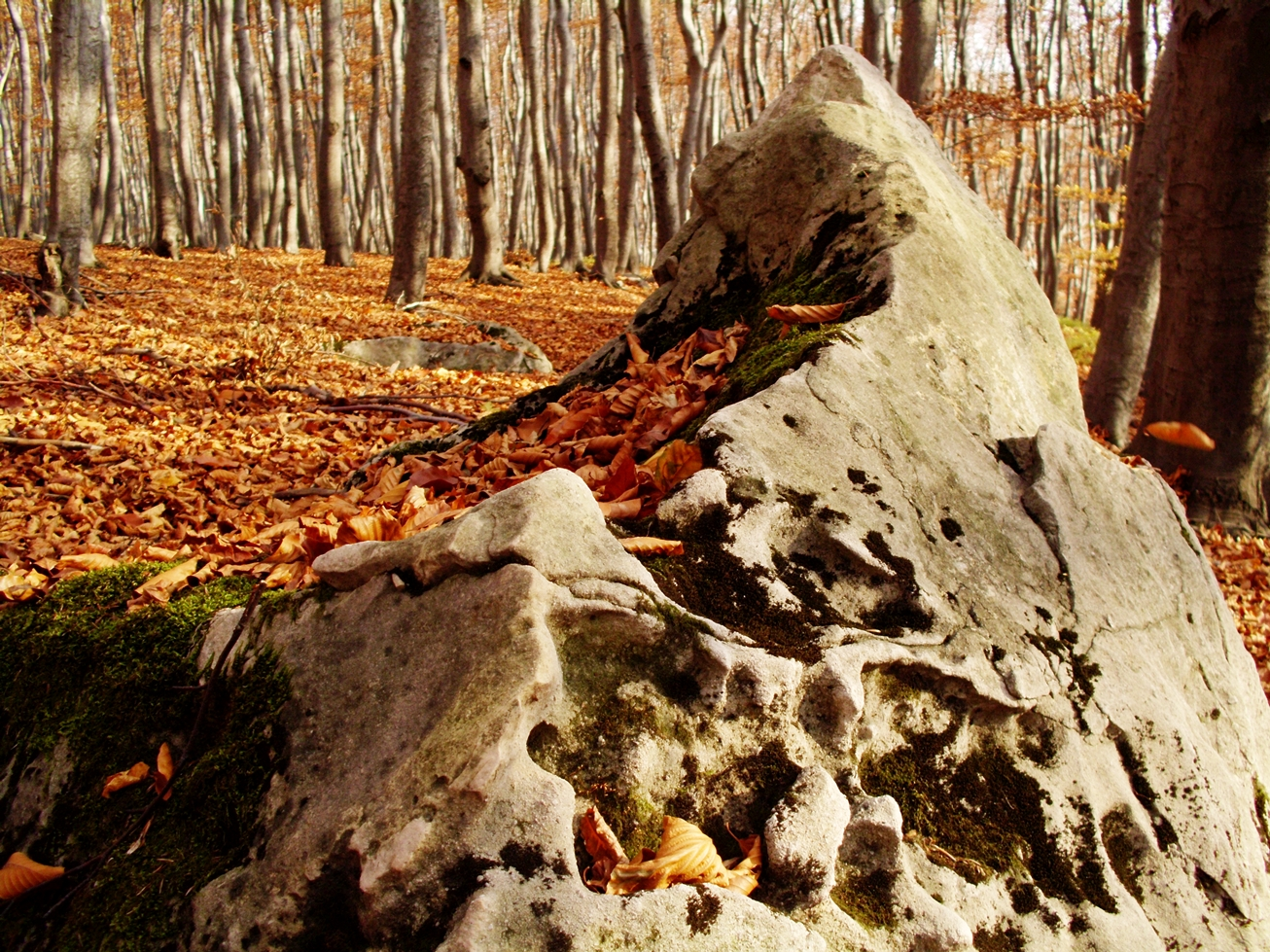
Formacja skalna na Bukowej Górze

- kruszczyk rdzawoczerwony
- orlik pospolity
- kalina koralowa
- bluszcz pospolity
- buławnik wielkokwiatowy
- wawrzynek wilczełyko
- lilia złotogłów
- konwalia majowa
- kruszyna pospolita

### Zwierzęta
Bogata jest awifauna – występuje tu 36 gatunków ptaków, z czego 32 chronione (jastrząb, ortolan, wilga).
Ssaki reprezentowane są przez 14 gatunków, m.in.:
- łasica – gatunek chroniony
- ryjówka aksamitna – gatunek chroniony
- tchórz
- sarna
- zając

## Kultura
Na Bukowej Górze odkryto budowle megalityczne z czasów prehistorycznych, których wiek określono na około 13 tys. lat.

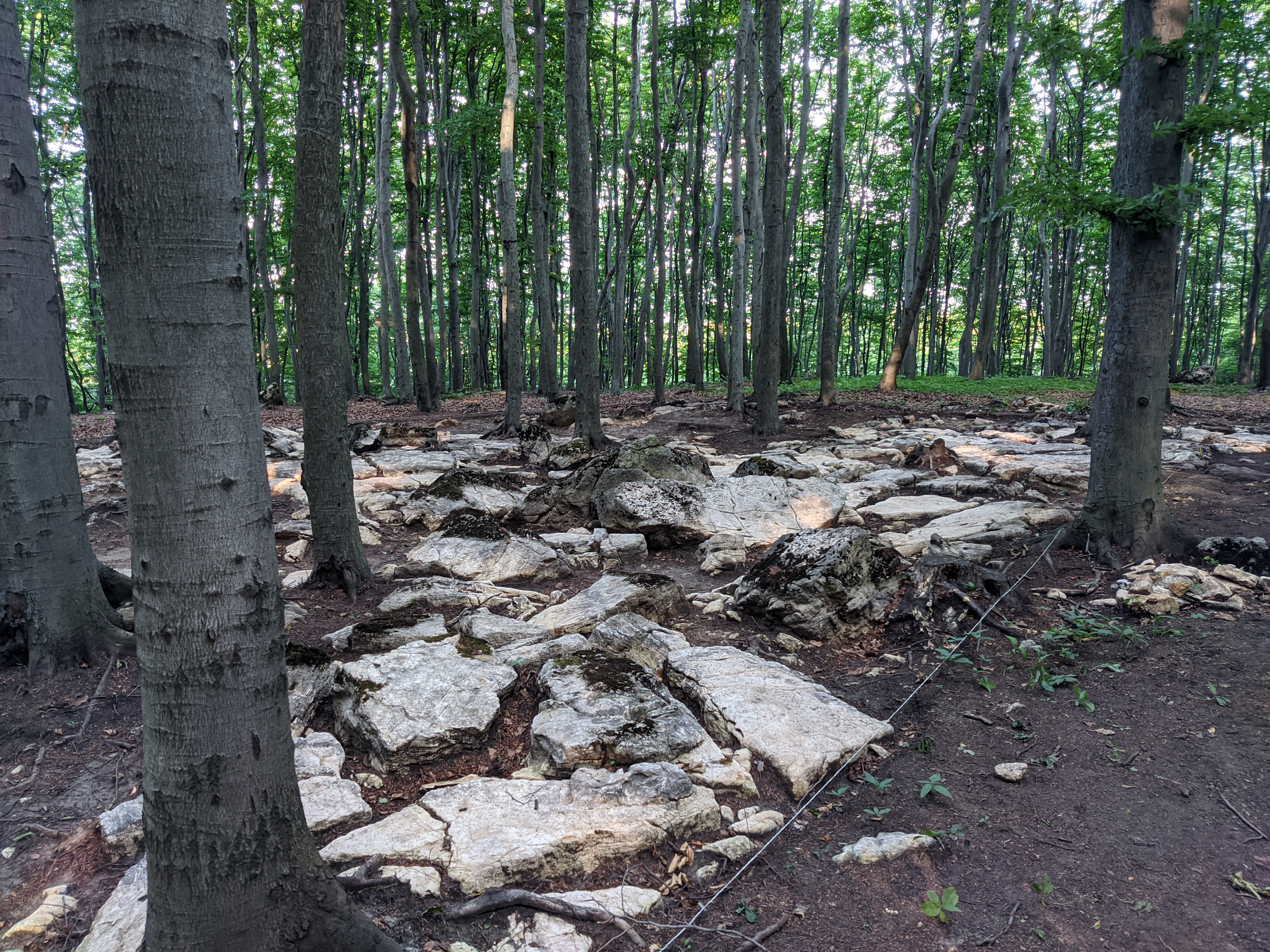
Megality na Bukowej Górze